# 류광억
류광억(柳光億)은 조선 후기 사람으로 과문을 팔아 생계를 꾸려가던 거벽이었다.
이옥(李鈺, 1641~1698)이 지은 〈류광억전〉은 류광억의 이야기를 적고 있다.